# آرتور گریگوریان (ترانه‌سرا)
آرتور (آرتاشس) گذبگوذب گریگوریان (ارمنی: Արթուր (Արտաշես) Գրիգորի Գրիգորյան؛ زادهٔ ۳۱ ژوئیهٔ ۱۹۵۸ - ۴ فوریهٔ ۲۰۲۲) آهنگساز و موسیقی‌دان اهل ارمنستان بود.

## زندگی‌نامه
وی در ۳۱ ژوئیه ۱۹۵۸ در ایروان به دنیا آمد و از مدرسه موسیقی تیگران چوخارین و کالج دولتی موسیقی رومانوس ملیکیان فارغ‌التحصیل گشت. وی در مرکز ملی زیبایی‌شناسی هنریک ایگیتیان (۱۹۸۴–۱۹۸۳) فعالیت کرد. وی برنده جوایزی همچون چهره هنری افتخاری جمهوری ارمنستان، مدال موسس خورناتسی و هنرمند مردمی جمهوری ارمنستان است. وی پس از یک طولانی بیماری در ۴ فوریه ۲۰۲۲ در سن ۶۳ سالگی در بیمارستان درگذشت.